# Seututie 577
Pour les articles homonymes, voir Route 577.
La route régionale 577 (finnois : Seututie 577) est une route régionale allant de Nilsiä à Kuopio jusqu'à Varpaisjärvi à Lapinlahti en Finlande,,.

## Présentation
La seututie 577 est une route régionale de Savonie du Nord.